# Thiron-Gardais

Thiron-Gardais este o comună în departamentul Eure-et-Loir, Franța. În 1 ianuarie 2022 avea o populație de 972 de locuitori.